# Sverre Stallvik
Sverre Stallvik (ur. 11 października 1927 w Trondheim, zm. 7 marca 2015 tamże) – norweski skoczek narciarski.

## Kariera
Pierwszym międzynarodowym ważnym występem Stallvika był festiwal skoków Holmenkollen w Oslo w 1949, w którym zajął czwarte miejsce. W późniejszych latach regularnie startował w tych zawodach (1951 – 4, 1952 – 12, 1953 – 2, 1955 – 7, 1956 – 11, 1957 – 68, 1959 – 63). W następnym roku wygrał zawody skoków na Szwedzkich Igrzyskach Narciarskich w Östersund, trzy lata później w Falun był drugi.
W 1954 wystartował na mistrzostwach świata w Falun. Po skokach na odległość 72 i 72,5 metra na skoczni K-80 zajął 17. miejsce. W tym samym roku zajmował trzecie miejsca w międzynarodowych konkursach w Feldbergu i Moskwie. W 1955 natomiast zdobył złoty medal na mistrzostwach Norwegii. Wystartował także w 4. Turnieju Czterech Skoczni – brał udział w konkursach niemieckich – w Oberstdorfie był ósmy, a w Garmisch-Partenkirchen piętnasty.
W 1956 wziął udział w zimowych igrzyskach olimpijskich w Cortina d’Ampezzo. Po skokach na odległość 77 i 75,5 metra został sklasyfikowany na dziewiątym miejscu. Był najlepszym Norwegiem w konkursie. Igrzyska roku 1956 były pierwszymi bez Norwega na podium w konkursie skoków.